# Giorgi Kvilitaia
Giorgi Kvilitaia (geo. გიორგი ქვილითაია; Abasha, 1º ottobre 1993) è un calciatore georgiano, attaccante dell'Arīs Limassol e della nazionale georgiana.

## Statistiche

### Cronologia presenze e reti in nazionale
| Cronologia completa delle presenze e delle reti in nazionale ― Georgia | Cronologia completa delle presenze e delle reti in nazionale ― Georgia | Cronologia completa delle presenze e delle reti in nazionale ― Georgia | Cronologia completa delle presenze e delle reti in nazionale ― Georgia | Cronologia completa delle presenze e delle reti in nazionale ― Georgia | Cronologia completa delle presenze e delle reti in nazionale ― Georgia | Cronologia completa delle presenze e delle reti in nazionale ― Georgia | Cronologia completa delle presenze e delle reti in nazionale ― Georgia |
| Data                                                                   | Città                                                                  | In casa                                                                | Risultato                                                              | Ospiti                                                                 | Competizione                                                           | Reti                                                                   | Note                                                                   |
| ---------------------------------------------------------------------- | ---------------------------------------------------------------------- | ---------------------------------------------------------------------- | ---------------------------------------------------------------------- | ---------------------------------------------------------------------- | ---------------------------------------------------------------------- | ---------------------------------------------------------------------- | ---------------------------------------------------------------------- |
| 27-5-2016                                                              | Wels                                                                   | Georgia                                                                | 1 – 3                                                                  | Slovacchia                                                             | Amichevole                                                             | -                                                                      | 46’                                                                    |
| 3-6-2016                                                               | Bucarest                                                               | Romania                                                                | 5 – 1                                                                  | Georgia                                                                | Amichevole                                                             | -                                                                      | 78’                                                                    |
| 7-6-2016                                                               | Getafe                                                                 | Spagna                                                                 | 0 – 1                                                                  | Georgia                                                                | Amichevole                                                             | -                                                                      | 72’                                                                    |
| 12-11-2016                                                             | Tbilisi                                                                | Georgia                                                                | 1 – 1                                                                  | Moldavia                                                               | Qual. Mondiali 2018                                                    | -                                                                      | 64’                                                                    |
| 24-3-2017                                                              | Tbilisi                                                                | Georgia                                                                | 1 – 3                                                                  | Serbia                                                                 | Qual. Mondiali 2018                                                    | -                                                                      | 83’                                                                    |
| 28-3-2017                                                              | Tbilisi                                                                | Georgia                                                                | 5 – 0                                                                  | Lettonia                                                               | Amichevole                                                             | 2                                                                      | 78’                                                                    |
| 2-9-2017                                                               | Tbilisi                                                                | Georgia                                                                | 1 – 1                                                                  | Irlanda                                                                | Qual. Mondiali 2018                                                    | -                                                                      | 85’                                                                    |
| 5-9-2017                                                               | Vienna                                                                 | Austria                                                                | 1 – 1                                                                  | Georgia                                                                | Qual. Mondiali 2018                                                    | -                                                                      | 82’ 88’                                                                |
| 6-10-2017                                                              | Tbilisi                                                                | Georgia                                                                | 0 – 1                                                                  | Galles                                                                 | Qual. Mondiali 2018                                                    | -                                                                      | 76’                                                                    |
| 9-10-2017                                                              | Belgrado                                                               | Serbia                                                                 | 1 – 0                                                                  | Georgia                                                                | Qual. Mondiali 2018                                                    | -                                                                      | 19’ 78’                                                                |
| 10-11-2017                                                             | Gori                                                                   | Georgia                                                                | 1 – 0                                                                  | Cipro                                                                  | Amichevole                                                             | 1                                                                      | 83’                                                                    |
| 13-11-2017                                                             | Kutaisi                                                                | Georgia                                                                | 2 – 2                                                                  | Bielorussia                                                            | Amichevole                                                             | -                                                                      | 62’                                                                    |
| 24-3-2018                                                              | Tbilisi                                                                | Georgia                                                                | 4 – 0                                                                  | Lituania                                                               | Amichevole                                                             | 1                                                                      | 73’                                                                    |
| 27-3-2018                                                              | Tbilisi                                                                | Georgia                                                                | 2 – 0                                                                  | Estonia                                                                | Amichevole                                                             | -                                                                      | 77’                                                                    |
| 6-9-2018                                                               | Astana                                                                 | Kazakistan                                                             | 0 – 2                                                                  | Georgia                                                                | UEFA Nations League 2018-2019 - 1º turno                               | -                                                                      | 65’                                                                    |
| 23-3-2019                                                              | Tbilisi                                                                | Georgia                                                                | 0 – 2                                                                  | Svizzera                                                               | Qual. Euro 2020                                                        | -                                                                      | 73’                                                                    |
| 26-3-2019                                                              | Dublino                                                                | Irlanda                                                                | 1 – 0                                                                  | Georgia                                                                | Qual. Euro 2020                                                        | -                                                                      |                                                                        |
| 5-9-2019                                                               | Istanbul                                                               | Georgia                                                                | 2 – 2                                                                  | Corea del Sud                                                          | Amichevole                                                             | 1                                                                      | 57’                                                                    |
| 8-9-2019                                                               | Tbilisi                                                                | Georgia                                                                | 0 – 0                                                                  | Danimarca                                                              | Qual. Euro 2020                                                        | -                                                                      | 90’                                                                    |
| 12-10-2019                                                             | Tbilisi                                                                | Georgia                                                                | 0 – 0                                                                  | Irlanda                                                                | Qual. Euro 2020                                                        | -                                                                      | 73’                                                                    |
| 15-10-2019                                                             | Gibilterra                                                             | Gibilterra                                                             | 2 – 3                                                                  | Georgia                                                                | Qual. Euro 2020                                                        | 1                                                                      | 68’                                                                    |
| 15-11-2019                                                             | San Gallo                                                              | Svizzera                                                               | 1 – 0                                                                  | Georgia                                                                | Qual. Euro 2020                                                        | -                                                                      | 83’                                                                    |
| 19-11-2019                                                             | Pola                                                                   | Croazia                                                                | 2 – 1                                                                  | Georgia                                                                | Amichevole                                                             | -                                                                      | 83’                                                                    |
| 5-9-2020                                                               | Tallinn                                                                | Estonia                                                                | 0 – 1                                                                  | Georgia                                                                | UEFA Nations League 2020-2021 - 1º turno                               | -                                                                      | 78’                                                                    |
| 8-9-2020                                                               | Tbilisi                                                                | Georgia                                                                | 1 – 1                                                                  | Macedonia del Nord                                                     | UEFA Nations League 2020-2021 - 1º turno                               | -                                                                      | 45+1’ 62’                                                              |
| 7-10-2020                                                              | Tbilisi                                                                | Georgia                                                                | 1 – 0                                                                  | Bielorussia                                                            | Qual. Euro 2020                                                        | -                                                                      | 89’ 90+4’                                                              |
| 14-10-2020                                                             | Skopje                                                                 | Macedonia del Nord                                                     | 1 – 1                                                                  | Georgia                                                                | UEFA Nations League 2020-2021 - 1º turno                               | -                                                                      | 71’                                                                    |
| 25-3-2021                                                              | Solna                                                                  | Svezia                                                                 | 1 – 0                                                                  | Georgia                                                                | Qual. Mondiali 2022                                                    | -                                                                      | 84’                                                                    |
| 28-3-2021                                                              | Tbilisi                                                                | Georgia                                                                | 1 – 2                                                                  | Spagna                                                                 | Qual. Mondiali 2022                                                    | -                                                                      | 62’                                                                    |
| 31-3-2021                                                              | Salonicco                                                              | Grecia                                                                 | 1 – 1                                                                  | Georgia                                                                | Qual. Mondiali 2022                                                    | -                                                                      | 63’                                                                    |
| 2-9-2021                                                               | Batumi                                                                 | Georgia                                                                | 0 – 1                                                                  | Kosovo                                                                 | Qual. Mondiali 2022                                                    | -                                                                      | 77’                                                                    |
| 8-9-2021                                                               | Sofia                                                                  | Bulgaria                                                               | 4 – 1                                                                  | Georgia                                                                | Amichevole                                                             | -                                                                      | 70’                                                                    |
| 9-10-2021                                                              | Batumi                                                                 | Georgia                                                                | 0 – 2                                                                  | Grecia                                                                 | Qual. Mondiali 2022                                                    | -                                                                      | 90+2’                                                                  |
| 12-10-2021                                                             | Pristina                                                               | Kosovo                                                                 | 1 – 2                                                                  | Georgia                                                                | Qual. Mondiali 2022                                                    | -                                                                      | 72’                                                                    |
| 17-11-2022                                                             | Sharja                                                                 | Marocco                                                                | 3 – 0                                                                  | Georgia                                                                | Amichevole                                                             | -                                                                      | 62’                                                                    |
| 21-3-2024                                                              | Tbilisi                                                                | Georgia                                                                | 2 – 0                                                                  | Lussemburgo                                                            | Qual. Euro 2024                                                        | -                                                                      | 86’                                                                    |
| 26-3-2024                                                              | Tbilisi                                                                | Georgia                                                                | 0 – 0 dts (4 – 2 dtr)                                                  | Grecia                                                                 | Qual. Euro 2024                                                        | -                                                                      | 109’                                                                   |
| 5-6-2025                                                               | Tbilisi                                                                | Georgia                                                                | 1 – 0                                                                  | Fær Øer                                                                | Amichevole                                                             | -                                                                      | 64’                                                                    |
| 8-6-2025                                                               | Kutaisi                                                                | Georgia                                                                | 1 – 1                                                                  | Capo Verde                                                             | Amichevole                                                             | -                                                                      | 54’                                                                    |
| Totale                                                                 |                                                                        | Presenze                                                               | 40                                                                     |                                                                        | Reti                                                                   | 5                                                                      |                                                                        |

## Palmarès

### Club
- Campionato ungherese: 1

Győri ETO: 2012-2013
- Campionato georgiano: 1

Dinamo Tbilisi: 2015-2016
- Coppa di Georgia: 1

Dinamo Tbilisi: 2015-2016
- Coppa di Cipro: 1

Anorthosis: 2020-2021
- Campionato cipriota: 1

APOEL: 2023-2024

### Individuale
- Capocannoniere del campionato georgiano: 1

2015-2016 (24 gol)